# Andriej Czabanienko
Andriej Trofimowicz Czabanienko (ros. Андрей Трофимович Чабаненко, ur. 30 października 1909 w Wierchniednieprowsku, zm. 19 grudnia 1986 w Moskwie) – radziecki admirał.

## Życiorys
Urodzony w ukraińskiej rodzinie robotniczej. Od 1927 służył w radzieckiej Marynarce Wojennej, 1931 ukończył Szkołę Marynarki Wojennej im. Frunzego, 1932 został członkiem WKP(b). Brał udział w wojnie z Niemcami, od 1945 zajmował stanowiska dowódcze i sztabowe, 1950 ukończył Wyższą Akademię Wojskową im. Woroszyłowa, od kwietnia 1952 do czerwca 1962 dowodził Flotą Północną, w styczniu 1951 otrzymał stopień wiceadmirała, a w 1953 admirała. Od 31 października 1961 do 29 marca 1966 był zastępcą członka KC KPZR, 1962-1972 był zastępcą szefa Sztabu Generalnego Sił Zbrojnych ZSRR ds. Marynarki Wojennej, a 1972-1986 konsultantem Wojskowej Akademii Sztabu Generalnego Sił Zbrojnych ZSRR. Pochowany na Cmentarzu Kuncewskim w Moskwie.

## Odznaczenia
- Order Lenina (dwukrotnie)
- Order Czerwonego Sztandaru (czterokrotnie)
- Order Wojny Ojczyźnianej I klasy
- Order Wojny Ojczyźnianej II klasy
- Order Czerwonej Gwiazdy (dwukrotnie)
- Order „Za służbę Ojczyźnie w Siłach Zbrojnych ZSRR” III klasy